# 78-ма піхотна дивізія (Російська імперія)
78-а піхотна дивізія  — піхотне з'єднання в складі  Російської імператорської армії.

## Історія дивізії
У 1904 році, під час російсько-японської війни, взаміну вибувших на Далекий Схід військ була розгорнута з резервних бригад 78-а піхотна дивізія. Після закінчення війни була розформована.
Знову була сформована у липні 1914 року через кадри 42-ї піхотної дивізії. Увійшла до складу 3-ї армії Південно-Західного фронту. 18.09.1914 підпорядкована командувачу формованої блокадної армії. Включена до складу 29-го армійського корпусу Південно-Західного фронту. 03.10.1917 призначена до українізації.
" … Абсолютно винятковою за якістю була 78-а піхотна дивізія, якою командували генерали Альфтан Володимир Олексійович, Добророльскій Сергій Костянтинович і Васильєв. Укомплектована запасними гвардії, міцно спаяна чудовим офіцерським складом полків і батарей 42-ї дивізії, вона показала себе в першому ж бою у Кросно в наступі на Львів, одним ударом захопивши 25 тих, хто стріляв гармат. У лютневих боях 1915 року біля Стрия — у Другій Карпатській битві — вона відбила чотири німецькі дивізії Лінзінгена. Особливо славними були її травневі справи 1915 року в Великому Дністровському болоті. Ворог знав імена Овруцького, Шацького, Кременецького та Васильківського полків, знав і прізвища їх командирів і боявся зустрічі з цієї, яка не давала йому спуску, дивізією.
У бою 14 травня біля Тержаковского лісу 310-й піхотний Шацький полк шістьма ротами розбив раптовою атакою 70-й і 71-й угорський полки, захопивши 28 офіцерів 1300 нижніх чинів і 14 кулеметів. 31 травня полк знищив п'ять ворожих (200-й, 201-й, 202-й, 203-й австрійські і 17-й німецький полки), взявши 68 офіцерів, 3000 нижніх чинів і 26 кулеметів.

В один з таких днів стомлений полк, розташовуючись на відпочинок, виставив плакат ворогові: «Перед вами — Шацький полк. Радимо залишити нас у спокої». За всю ніч австрійці не дали жодного пострілу. 15 років по тому вже в еміграції, в Белграді, колишній командир Шацького полку генерал Васильєв, пред'являючи для пільгового проїзду свою інвалідну картку, почув запитання контролера (як виявилося, уродженця Банату, що служив на війні в угорських військах): "Чи не той ви Васильєв, що командував Шацьким полком, якого у нас всі так боялися ..? "
— А. А. Керсновскій. Історія Російської армії
78-а артилерійська бригада сформована у липні 1914 року за мобілізації в Бердичеві з кадру, виділеного 42-ю артилерійською бригадою.
Дивізія — активна учасниця Наревской операції 10-20 липня 1915 року.
До січня 1918 дивізія з доданої артилерійської бригадою, що знаходилися в складі 26-го армійського корпусу 9-ї армії, були українізовані.

## Склад дивізії
- 1-а бригада
  - Овруцький 309-й піхотний полк
  - Шацький 310-й піхотний полк
- 2-а бригада
  - Кременецький 311-й піхотний полк
  - Васильківський 312-й піхотний полк
- 78-а артилерійська бригада

## Командування дивізії

### Начальники дивізії
1-го формування:
- З 1904 — генерал-лейтенант Лісовський Валеріан Якович

2-го формування:
- 19.07.1914 — 03.06.1915 — генерал-майор (з 1915 генерал-лейтенант) Альфтан Володимир Олексійович
- 03.06.1915 — 17.07.1917 — генерал-лейтенант Добророльский Сергій Костянтинович
- 07.09.1917 — xx.xx.1917 — генерал-майор Меньшов Орест Володимирович
- В 11.1917 — генерал-майор Заболотний Аркадій Мойсейович

### Начальники штабу дивізії
- 14.09.1914 — після 01.01.1916 — підполковник (з 15.06.1915 полковник) Соколов Лев Корнілович
- 15.04.1916 — після 03.01.1917 — підполковник (з 06.12.1916 полковник) Окерман Віктор Вільгельмович
- 1917 — капітан (з 15.08.1917 підполковник) Підгурський Сергій Феофанович

### Командири бригади
- 29.07.1914 — 26.04.1916 — генерал-майор Абжолтовский Микола Адольфович
- Полковник (з 15.04.1917 — генерал-майор) Васильє Михайло Олександрович

### Командири 2-ї бригади
- 05.07.1915 — хх.хх.хххх — генерал-майор Лосьєв Михайло Петрович

### Командири 78-ї артилерійської бригади
- 25.07.1914 — після 10.07.1916 — полковник (з 3.03.1916 — генерал-майор) Лукін Іван Євграфович

## Люди служили в дивізії
- Петровський Степан Федорович